# La Menace fantôme (album)
Albums de Freeze Corleone
Projet Blue Beam
(2018) ADC
(2023)
La Menace fantôme, dont l'acronyme est LMF, est le deuxième album du rappeur français Freeze Corleone sorti le 11 septembre 2020 sur le label M.M.S Records. Son nom fait référence au film éponyme de la saga Star Wars.

## Liste des titres
| 1.    | Freeze Raël                                        | Flem                               | 4:28 |
| 2.    | Hors ligne                                         | Seezy                              | 4:38 |
| 3.    | Scellé Part. 2 (feat. Ashe 22)                     | Flem, M.O.I                        | 2:50 |
| 4.    | Tarkov                                             | Raaash & Amine Farsi               | 3:50 |
| 5.    | Rap catéchisme (feat. Alpha Wann)                  | JayJay, Ocho, Flem                 | 2:58 |
| 6.    | Stretch 4                                          | Congo Bill                         | 2:54 |
| 7.    | Pas de refrain (feat. Kaki Santana)                | Flem, M.O.I                        | 2:54 |
| 8.    | Big Pharma                                         | Marlex, C2S, Flem                  | 3:40 |
| 9.    | Logo Audi (feat. Despo Rutti)                      | Nassir-Kélian , Rayane Beats, Flem | 3:43 |
| 10.   | Moncler (feat. La F)                               | C2S, Marlex, Flem                  | 4:00 |
| 11.   | R.I.P. Pop Smoke                                   | Flem, Nassir-Kélian                | 4:18 |
| 12.   | L'art de la guerre (feat. Black Jack OBS)          | Flem, M.O.I                        | 3:39 |
| 13.   | Numérologie (feat. Stavo)                          | Flem, M.O.I                        | 3:48 |
| 14.   | Dans les buissons (feat. Osirus Jack & Roi Heenok) | Congo Bill, Flem                   | 4:44 |
| 15.   | Desiigner                                          | Tab, Flem                          | 3:05 |
| 16.   | PDM (feat. Alpha 5.20 & Shone)                     | Flem, M.O.I                        | 6:05 |
| 17.   | Chen Laden                                         | Flem, M.O.I                        | 3:19 |
| 65:00 |                                                    |                                    |      |

## Titres certifiés en France
- Freeze Raël  Diamant [1]
- Hors ligne  Platine [2]
- Scellé Part.2 (feat. Ashe 22) Or[3]
- Tarkov  Or [4]
- Rap catéchisme (feat. Alpha Wann)  Platine [5]
- Desiigner  Or [6]
- Chen Laden  Or [7]

## Réception

### Critique
L'Abcdr du son parle d'« un disque à l’ambition radicale, souvent brillant dans la forme mais par moments préoccupant dans le fond ».
Sur le site SensCritique, les internautes classe l'album no 5 dans le Top 100 des meilleurs albums de 2020.

### Commercial
L'album s'écoule à plus de 26 499 exemplaires en première semaine, ce qui constitue le 5e meilleur démarrage rap de l'année[réf. nécessaire].
L'album est certifié disque d'or (50 000 ventes) le 6 novembre 2020, soit environ deux mois après sa sortie. Il est certifié disque de platine (100 000 ventes) le 13 mai 2021. En mars 2022, il est certifié double disque de platine (200 000 ventes).
Le single Freeze Raël est également certifié single de diamant.

### Polémiques
À la suite de la sortie de cet album, la Ligue internationale contre le racisme et l'antisémitisme (LICRA) pointe de nombreux passage des textes jugés antisémites notamment son « obsession pour les Juifs ».
Le 17 septembre 2020, après le signalement fait par le délégué interministériel à la lutte contre le racisme, l'antisémitisme et la haine anti-LGBT Frédéric Potier, le parquet de Paris annonce ouvrir « une enquête portant sur différents clips vidéos et chansons de Freeze Corleone des chefs de provocation à la haine raciale et injure à caractère raciste ». Le 18 septembre 2020, le distributeur Universal annonce cesser sa collaboration avec le rappeur.